# Золотое руно

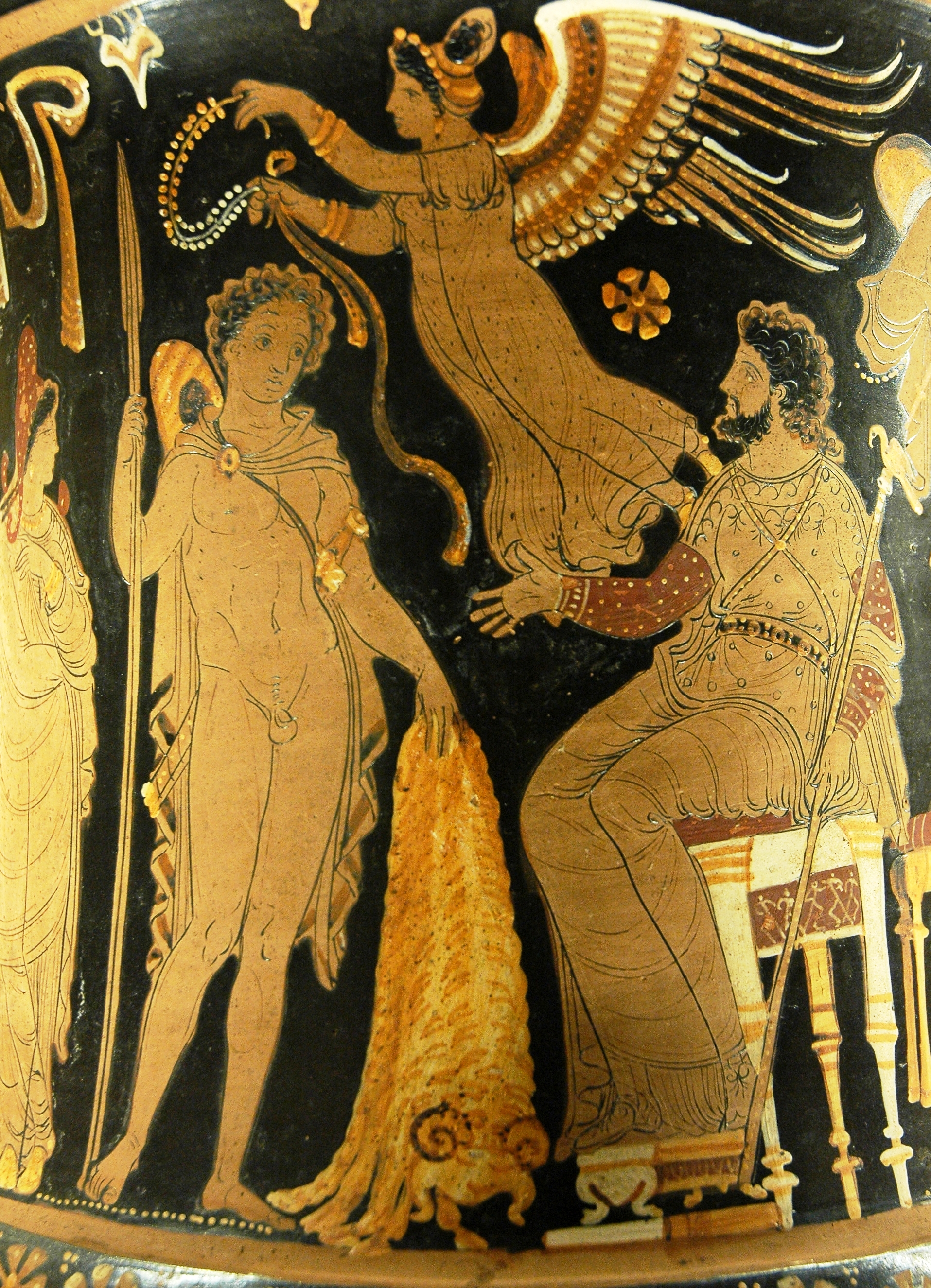
Ясон приносит Пелию золотое руно; Ника готовится венчать Ясона венком

Золото́е руно́ — в древнегреческой мифологии золотая шкура барана, посланного богиней облаков Нефелой, или Гермесом по приказу Геры, или самим Зевсом, на спине которого дети орхоменского царя Афаманта — Фрикс и Гелла — отправились к берегам Азии, спасаясь от преследований мачехи Ино (или, по другой версии мифа, тётки Биадики). По дороге Гелла упала в море, названное после этого Геллеспонт — «море Геллы» (современный пролив Дарданеллы).
Фрикс достиг берега Колхиды. Здесь он принёс барана в жертву Зевсу, а снятое золотое руно подарил царю Колхиды. По позднему варианту мифа баран сам стряхнул с себя золотую шкуру. Золотое руно, ставшее магическим гарантом благоденствия колхов, охранялось драконом в роще Ареса, откуда оно было похищено и увезено в Грецию аргонавтами под предводительством Ясона.
Миф о золотом руне отражает историю ранних связей между Древней Грецией и Кавказом. По преданию, золото на Кавказе добывали, погружая шкуру барана в воды золотоносной реки; руно, на котором оседали частицы золота, приобретало большую ценность. Страбон сообщает следующее:

… В их стране, как передают, горные потоки приносят золото, и варвары ловят его решетами и косматыми шкурами. Отсюда, говорят, и возник миф о золотом руне.
— Страбон. География. Книга XI, II, 19

## Влияние на культуру

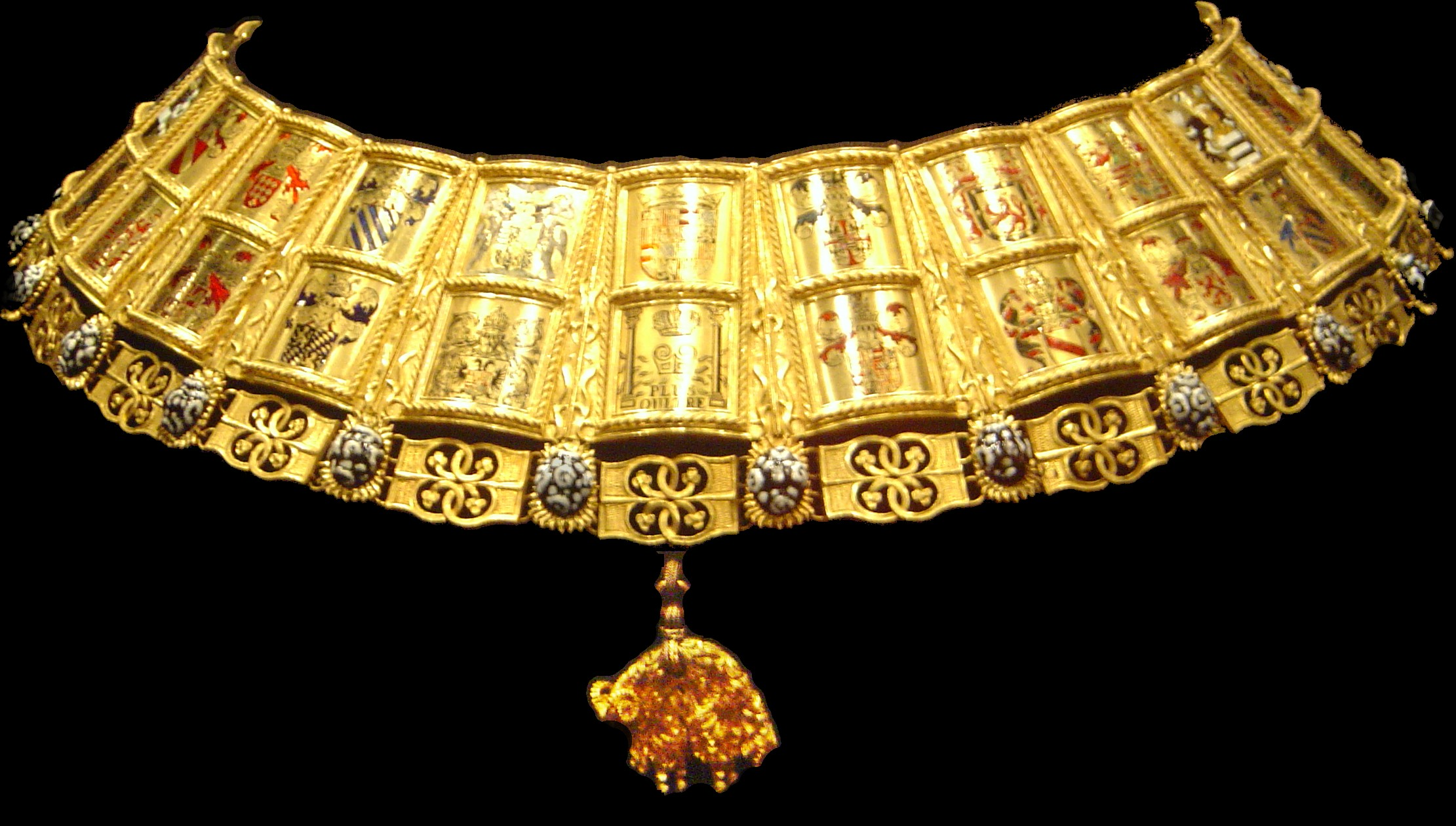
Орден Золотого руна

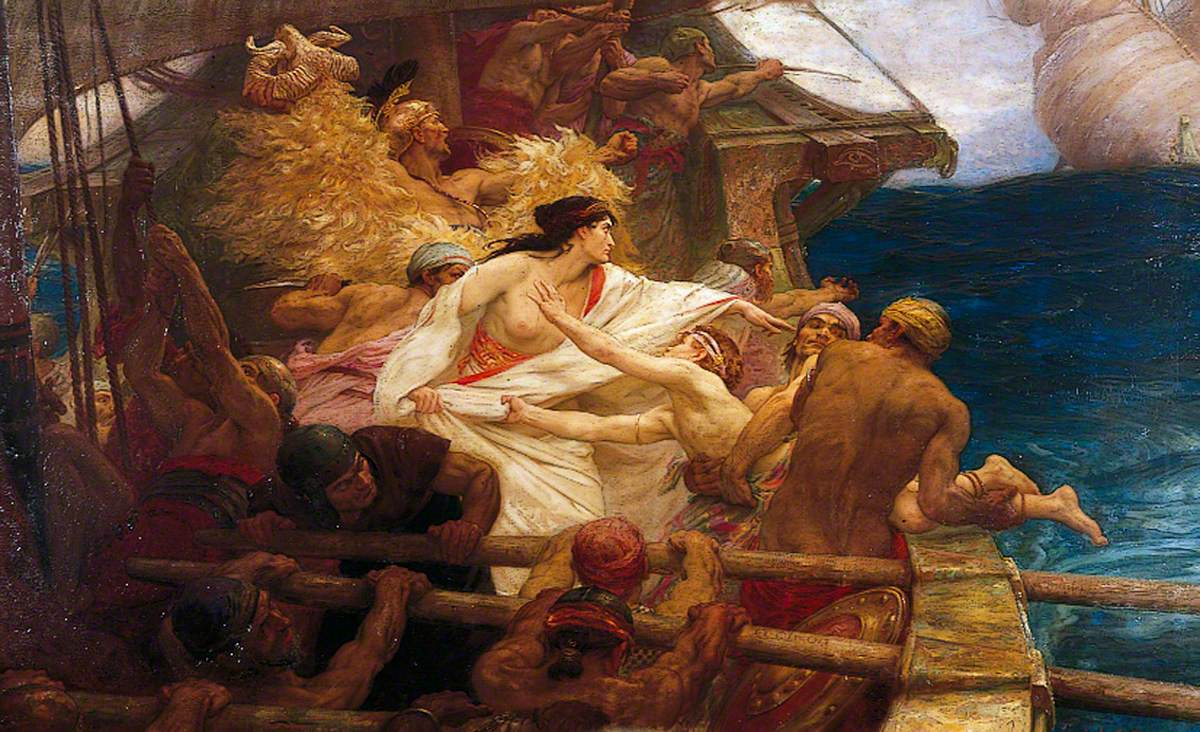
Герберт Джеймс Дрейпер. «Золотое руно», 1904 г.

- Созвездие Овен названо в честь барана, из шкуры которого получили золотое руно. По другой версии, это название созвездию дали ещё шумеры.
- В 1430 году был учреждён Орден Золотого руна.
- «Золотое руно» — ежемесячный художественный и литературно-критический журнал, выходивший в Москве в 1906—1909 годах.
- «Золотое руно» — всероссийская олимпиада[прояснить].
- «Золотое руно» — Заслуженный ансамбль России (Ставропольский край, г. Ессентуки).
- «Золотое руно» — марка сигарет, выпускаемая в СССР.